# ピーター・ブリーカー

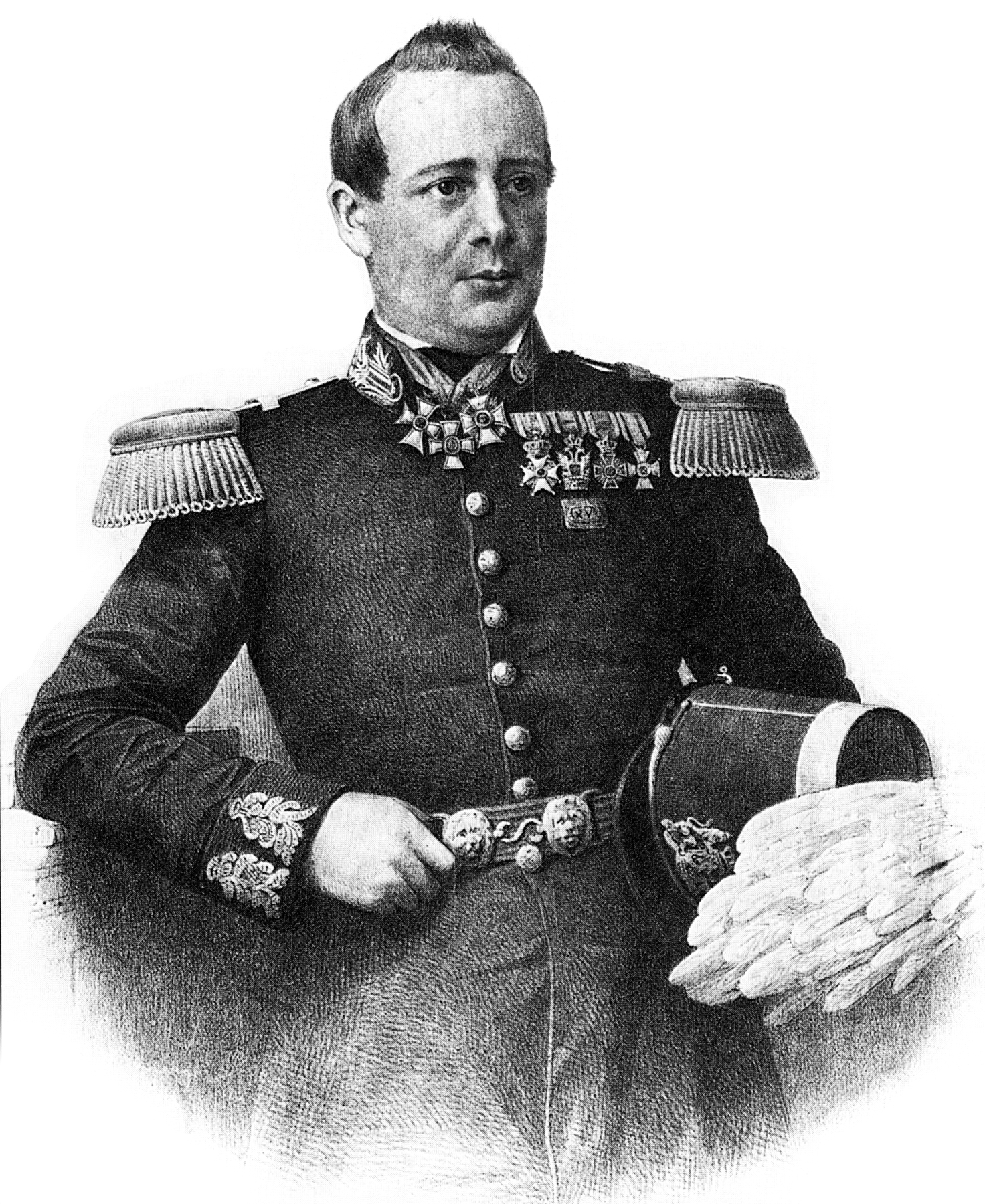
ピーター・ブリーカー

ピーター・ブリーカー（Pieter Bleeker、1819年7月10日 - 1878年1月24日）は、オランダの医師、魚類学者である。東アジアの魚類の研究で知られる。

## 生涯
ザーンダムで生まれた。1842年から1860年の間、オランダ東インド陸軍の軍医将校としてインドネシアに駐在し、軍務のかたわらで魚類研究を行った。地元の漁民から標本を入手したほか、各島嶼から標本を送られてくるようなネットワークを作り上げた。12,000超の標本を集め、これらはナチュラリス生物多様性センターに保存されている。
1860年にオランダへ戻ると、『東インドオランダ領の魚類図鑑』（"Atlas Ichtyologique des Indes Orientales Netherlandaises"）の出版を始めた。1862年から没する1878年まで36巻の刊行を行い、1500の図版が添えられた。1977年にはスミソニアン博物館から再刊された。

## 著書の図版
An illustrated translation of Bleeker’s Fishes of the Indian Archipelago

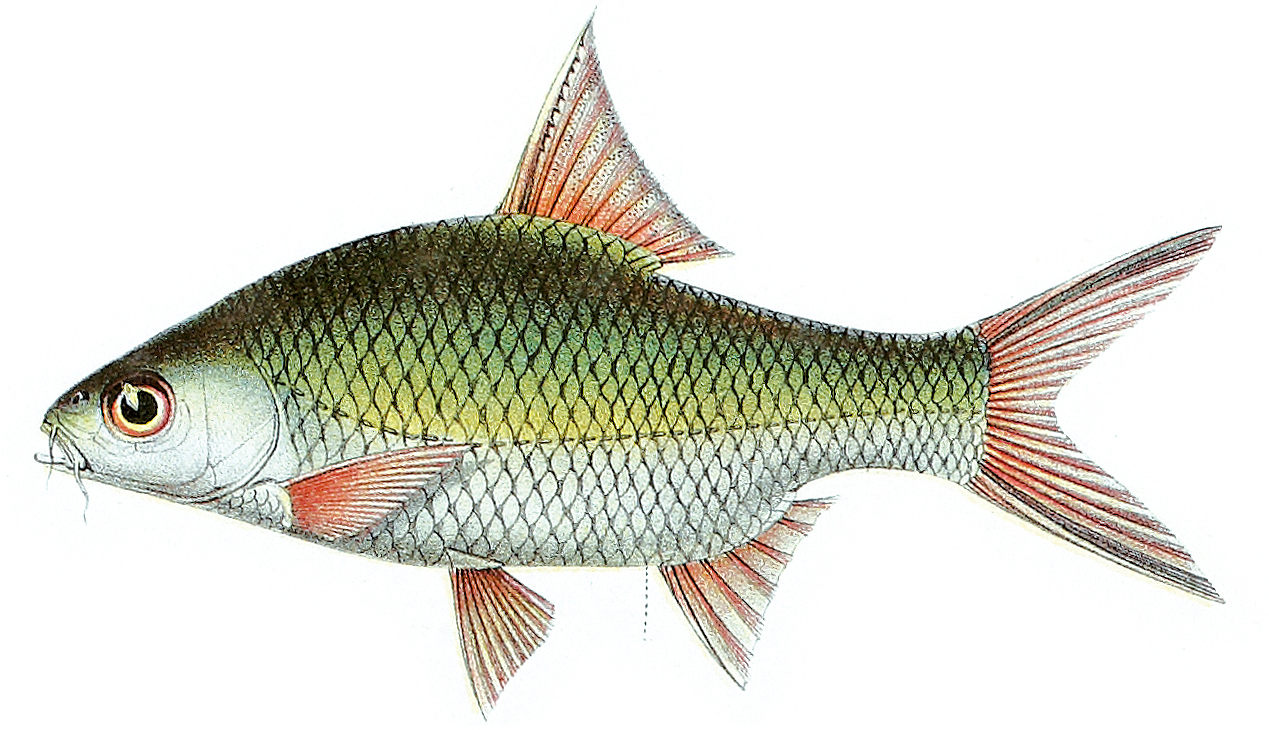
Barbodes belinka（コイ科）
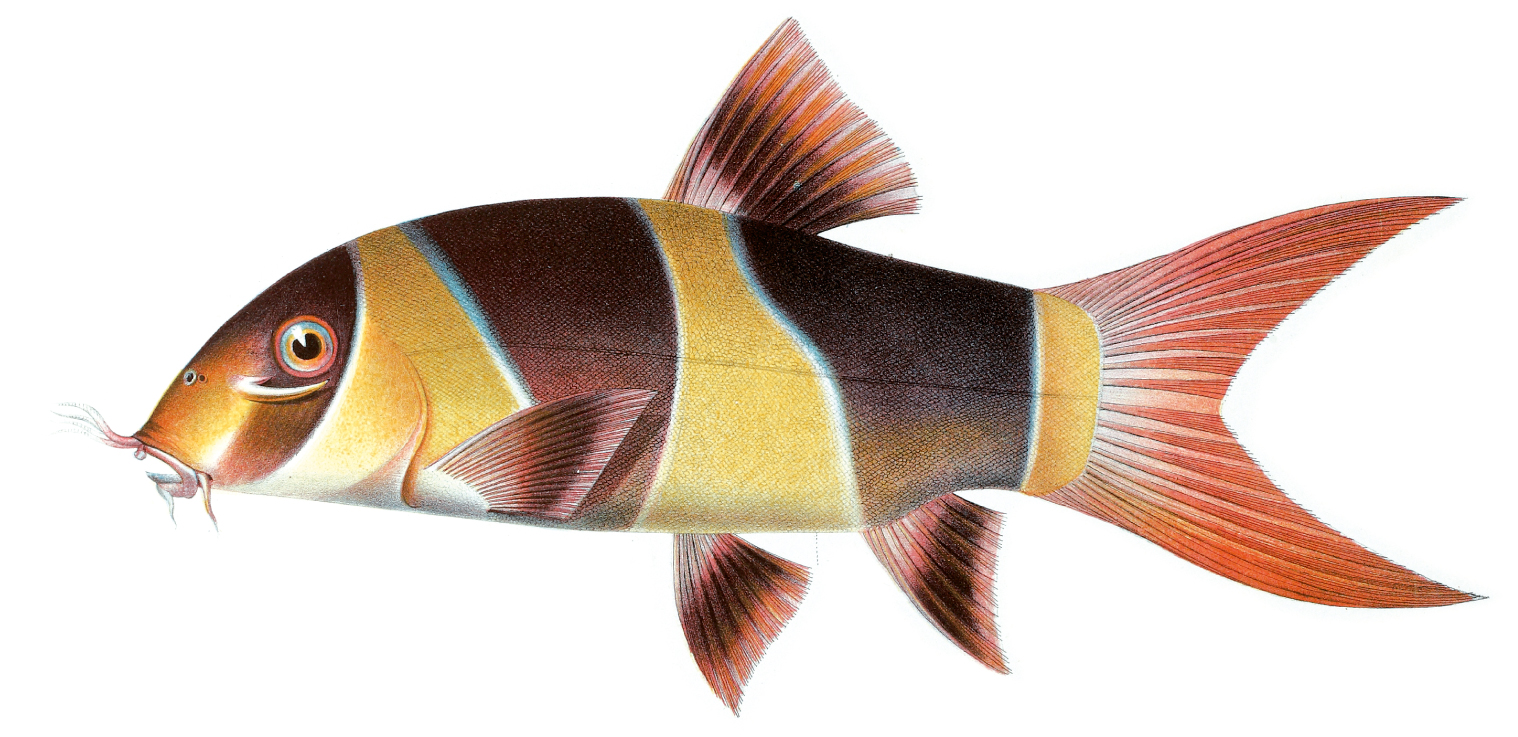
Chromobotia macracanthus（ドジョウ科）
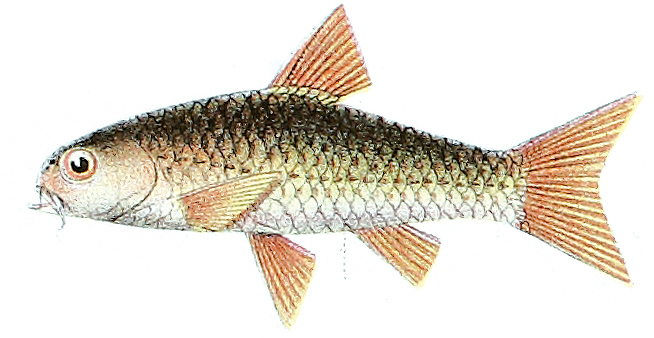
Mystacoleucus marginatus（コイ科）

## 著書
- 1859 : Enumeratio specierum piscium hucusque in Archipelago indico observatarum, adjectis habitationibus citationibusque, ubi descriptiones earum recentiores reperiuntur, nec non speciebus Musei Bleekeriani Bengalensibus, Japonicis, Capensibus Tasmanicisque. Acta Soc. Sci. Indo-Neerl., v. 6 : i–xxxvi + 1–276.
- 1862-1878 : Atlas Ichthyologique des Indes Orientales Néerlandaises – Smithsonian Institution Press (Washington, D.C.)で再刊
- 1874 : Typi nonnuli generici piscium neglecti. Versl. Akad. Amsterdam (Ser . 2 ) v. 8 : 367–371.